# الویر لاکوویچ لاکا
الویر لاکوویچ لاکا (به انگلیسی: Elvir Laković Laka) (زاده ۱۵ مارس ۱۹۶۹) خواننده اهل بوسنی و هرزگوین است.
او در مسابقه آواز یوروویژن ۲۰۰۸ نماینده بوسنی و هرزگوین بود.